# Стала Ландау — Рамануджана
У математиці стала Ландау — Рамануджана — результат теорії чисел про щільність сум двох квадратів цілих чисел на числовій осі. Цю теорему довели незалежно Едмунд Ландау та Срініваса Рамануджан.

## Теорема про щільність сум двох квадратів
Якщо {\displaystyle N(x)} — кількість на відрізку {\displaystyle [1,\;x]} цілих чисел, які є сумою двох квадратів цілих чисел, то
{\displaystyle N(x)={\frac {Cx}{\sqrt {\ln(x)}}}(1+o(1)),}
де {\displaystyle C} — стала пропорційності Ландау — Рамануджана:
{\displaystyle C=\lim _{x\to \infty }{\frac {N(x){\sqrt {\ln(x)}}}{x}}\approx 0{,}764\;223\;653\;589\;220\;662\;990\;698\;731\;25.}

## Точність наближення цілого сумою двох квадратів
З теореми Ландау — Рамануджана випливає, що при зростанні {\displaystyle x} середня похибка наближення цілого числа з інтервалу від 1 до {\displaystyle x} сумою двох квадратів цілих чисел не менша, ніж {\displaystyle {\frac {\sqrt {\ln(x)}}{2C}}(1+o(1))}. Відома (2013) тривіальна оцінка похибки такого наближення зверху суттєво більша — {\displaystyle O(x^{1/4})}. З часів Ейлера існує гіпотеза про те, що
{\displaystyle \min _{u,\;w\in \mathbb {Z} }|x-u^{2}-w^{2}|\leqslant x^{\varepsilon },}
де {\displaystyle \varepsilon >0,\;\varepsilon } — будь-яке, {\displaystyle x\geqslant x_{1}(\varepsilon )}.
Ця задача є узагальненням проблеми Воринга.

## Критерій можливості точного подання
Число {\displaystyle a} подаване у вигляді {\displaystyle s^{2}+t^{2}=a} ({\displaystyle s} і {\displaystyle t} — цілі) тоді й лише тоді, коли всі прості числа виду {\displaystyle 4k+3} входять у канонічний розклад числа з парним степенем.
Цей результат уперше отримав Ферма, а довів Ейлер.